# Mari Trini
Mari Trini, de son vrai nom María Trinidad Pérez de Miravete Mille, née le 12 juillet 1947 à Caravaca de la Cruz et morte le 6 avril 2009 à Murcie, est une chanteuse espagnole. Depuis ses débuts en France dans les années 1960, elle a vendu plus de 10 millions de disques en Espagne et en Amérique latine.  

## Biographie
Mari Trini est née à Murcie, dans le sud-est de l'Espagne, vers la fin des années 1940.
À l’âge de quinze ans, elle est repérée par Nicholas Ray, réalisateur entre autres du film La Fureur de vivre. Il devient son manager et l’amène à Londres. Mari Trini s‘installe ensuite à Paris, où elle signe son premier contrat qui lui permet d’enregistrer ses premières chansons en français. Elle décide ensuite de rentrer en Espagne, où elle enregistre en espagnol son album Amores, qui connaîtra un grand succès. Dans cet album de 1970, elle déploie son talent d’auteur, compositeur et interprète, ce qui à l’époque était inouï pour une femme. Mari Trini devient ainsi une des chanteuses les plus prometteuses de la chanson hispanophone.
Tout au long des années 1970, Mari Trini continue de publier des albums en espagnol qui connaissent un grand succès en Espagne, ainsi qu’en Amérique latine où elle se rend régulièrement en tournée. Elle enregistre aussi deux albums totalement en français, en 1973 et 1975, et connaît du succès en France et au Québec avec les chansons L'automne, Quand tu me caresses, Un homme est parti, Laisse-moi rêver, Mon troisième amour et La bouteille à la mort. Dans les années 1980, Mari Trini enregistre la chanson Una estrella en mi jardín, qui devient un de ses plus grands succès.
Dans les années 1990, Mari Trini publie quelques albums, comme Espejismos ou Sin Barreras, dans lesquels elle adopte des influences rock, blues ou salsa. En même temps, elle continue à se produire régulièrement sur scène.
Après une période de silence provoquée par un litige avec sa maison de disques et par quelques problèmes de santé, elle revient en forme pour la sortie d’une compilation de ses succès, accompagné d’un DVD. La Société d’auteurs et compositeurs d’Espagne lui concède également un disque de diamant pour les plus de 10 millions d’albums vendus tout au long de sa carrière et organise un hommage qui reconnaît l’importance de son apport à la musique espagnole.
Elle a continué par la suite à chanter en français ses propres chansons ainsi que des reprises d'autres chanteurs francophones. Elle affectionne particulièrement Jacques Brel de qui elle reprend avec beaucoup d'émotion les chansons Ne me quitte pas, La Chanson des vieux amants et La Fanette. Elle chante aussi Léo Ferré (Avec le temps) et Édith Piaf (Non, je ne regrette rien). Elle puise aussi, à l'occasion, dans le vaste répertoire de la vieille chanson française, afin de la faire découvrir au public hispanophone. Elle chante notamment J'attendrai, Le temps des cerises et Parlez-moi d'amour.
Mari Trini meurt prématurément d'un cancer du poumon, le 6 avril 2009 à l'âge de 61 ans, dans sa résidence de Murcie, en Espagne.

## Discographie
- 1969 : Mari Trini (Ne me quitte pas, Daniel, Guitarra…)
- 1970 : Amores (J'attendrai, Vive, Un hombre marcho, Amores…)
- 1971 : Escúchame (La Fanette, Milord, Me marcharé…)
- 1972 : Ventanas (Un hombre gris, No, Quizas…)
- 1973 : L'Automne (L'Automne, Quand tu me caresses, Un homme est parti, Laisse-moi rêver, Les amours deviennent folles…)
- 1974 : ¿Quién? (Mi tercer amor, Le robare, Al fin y al cabo…)
- 1975 : Mari Trini en français (Qui, Mon troisième amour, La Bouteille à la mort, Je confesse, L'Amour quotidien, Je volerai…)
- 1975 : Transparencias (Querida enemiga, No te preocupes amor, Los amantes callados…)
- 1976 : Como el rocío (La Chanson des vieux amants, Marchate, Por ti, por ti…)
- 1977 : El tiempo y yo (Le Temps des cerises, El verbo amar, Acercate, La libertad…)
- 1978 : Solo para ti (La Star, Non, je ne regrette rien, Porque, Palabras…)
- 1979 : A mi aire (El desertor, El poeta, Ayudala…)
- 1980 : Compilation française Polydor (L'Automne, Quand tu me caresses, Mon troisième amour, Un homme est parti…)
- 1981 : Oraciones de amor (Mirame, Amor que estas en la tierra, Guardate…)
- 1982 : Una estrella en mi jardín (Una estrella en mi jardín, Tu y tu dios, Amor mio, A ese hombre…)
- 1984 : Le canta a México (Contigo aprendi, No, Noche de Ronda, Cuando vuelva a tu lado…)
- 1984 : Diario de una mujer (Hombre Marinero, Solo es una mujer, Diario de una mujer, Aniversario…)
- 1985 : En vivo (En concert) (Yo confieso, Un hombre marcho, Amores, Ne me quitte pas, Hombre Marinero)
- 1986 : ¿Quién me venderá? (La carta, Un canto de amor, Ay dios mio, Hazme un favor…)
- 1987 : En tu piel (Parlez-moi d'amour, La soledad, Por una vez, Te jure, Arriba el animo…)
- 1990 : Espejismos (Andalucia, Sobre la arena, Dejalo correr, La verdad, Dos errantes…)
- 1993 : Sus grandes éxitos - Double compilation (Mi tercer amor, Ne me quitte pas, Milord, Un hombre marcho, Mírame, Me marcharé…)
- 1995 : Sin Barreras (Sin un adios, Las sombras nos acosan al amanecer, Para quererse, Corazon de Madrid, Amores, versión 95…)
- 1996 : Alas de cristal (Avec le temps, Mira, Lunas de papel, Como una isla tu cuerpo, Vuelve, No pasa nada…)
- 1998 : Mari Trini (Por una vez, Pero ellos no son, El recuerdo de una isla, Cancion vieja, Soy un caso perdido…)
- 2000 : Mari Trini con Los Panchos - Album double (La Paloma, Tuya, La corriente, Quizas, Nosotros, La barca, Caminemos…)
- 2005 : Una estrella en mi jardín - Coffret 2 CD et 1 DVD (anthologie de tous les succès de Mari Trini)